# Yakushi Kabuto
Yakushi Kabuto (薬師 カブト ) is een figuur uit Naruto, een Japanse manga- en animeserie. Als kind werd hij op een slagveld gevonden door een medisch officier uit Konoha die hem mee naar huis nam en opvoedde als zijn eigen zoon. In deze reeks is hij de trouwste volgeling van Orochimaru die deel uitmaakt van de misdaadorganisatie Akatsuki. Deze voormalige ninja is een van de voornaamste tegenstanders van hoofdfiguur Uzumaki Naruto.
Kabuto spioneert voor verschillende landen en organisaties, waaronder Akatsuki, die hem opdraagt in dienst te gaan bij Orochimaru. Kabuto gebruikt zijn verscheidene voorgaande "zakenpartners" om informatie te verzamelen voor Orochimaru; zo doet hij zich bij deelname aan de tweejaarlijkse Chuunin-examens voor als dorpeling uit Konoha, om zo informatie te verzamelen over mede-deelnemers. Ook al heeft Kabuto zijn uiterste loyaliteit gezworen aan Orochimaru, deze erkent dat hij niet kan uitmaken waar Kabuto's werkelijke loyaliteit ligt, en suggereert dat Kabuto in het geheim tegen hem werkt.
Kabuto is uiterst bekwaam met medische technieken, zijn vaardigheden zijn de gelijke van die van Tsunade: hij kan wonden genezen door dode cellen te heractiveren en zo nieuwe te creëren, en hij kan met zijn chakra een scalpel vormen in zijn hand om zo zijn tegenstanders zeer precies te verwonden. Orochimaru gebruikt Kabuto's talent bij zijn experimenten op mensen, hoofdzakelijk om zijn proefpersonen langer in leven te houden. Tijdens deel I (Naruto), infiltreert Kabuto in Konoha om voorbereidingen te treffen voor Orochimaru's invasie, en herenigt zich na de invasie met hem in Otogakure. Nadat Orochimaru in deel II (Naruto Shippuuden) is gedood, integreert Kabuto diens overblijfselen in zijn eigen lichaam om zodoende sterk genoeg te worden om nooit meer iemand te hoeven dienen. Orochimaru's resten nemen Kabuto's lichaam geleidelijk aan over, maar Kabuto spreekt de wens uit om Uchiha Sasuke te doden, en daarna Naruto Uzumaki te bevechten, zodra hij geleerd heeft om Orochimaru's lichaamsresten te beheersen.